# Akhmim
Akhmim  (in arabo اخميم‎?, Akhmīm; Geroglifico Khent-menu, Copto Khmin) è una città nel Governatorato di Sohag in Egitto. Gli antichi greci la conoscevano come Chemmi e Panopoli. È situata sulla riva orientale del Nilo, a 4 miglia a nord-est di Sohag.

## Storia

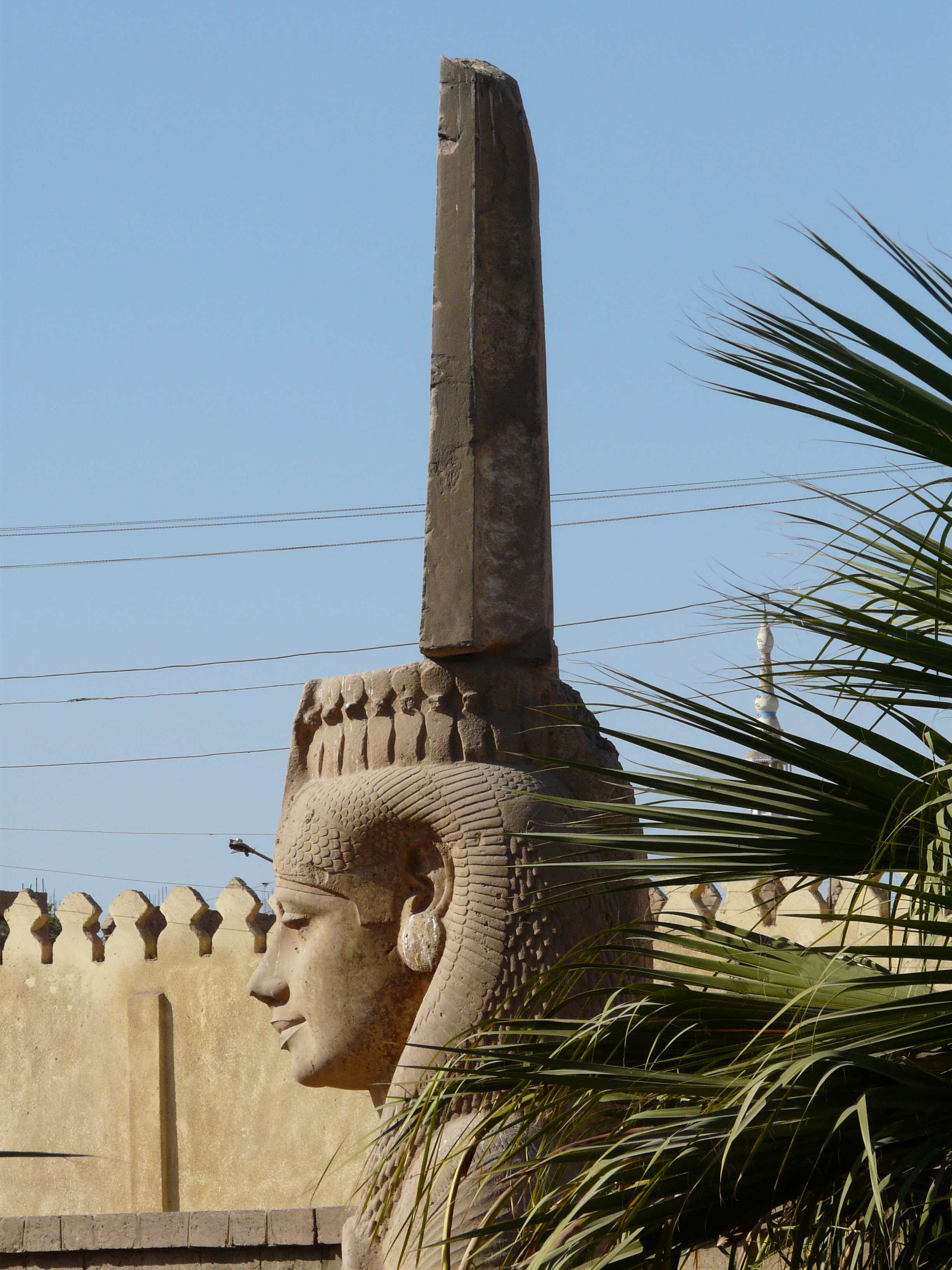
Tempio di Min

Akhmim era conosciuta in Egitto come Ipu, Apu o Khent-menu ed era il centro principale del nono nomo dell'Alto Egitto. Fu città natale di Yuya, il funzionario di Tuthmosis IV e Amenhotep III. La città fu dedicata al dio Min e alla dea Tait. Probabilmente fu anche la città di nascita della regina Nefertari.
Strabone menziona la tessitura di lino e il taglio della pietra come antiche industrie di Panopoli, e non è una coincidenza che il cimitero di Akhmim sia uno delle principali fonti dei bellissimi tessuti di età romana e cristiana provenienti dall'Egitto.

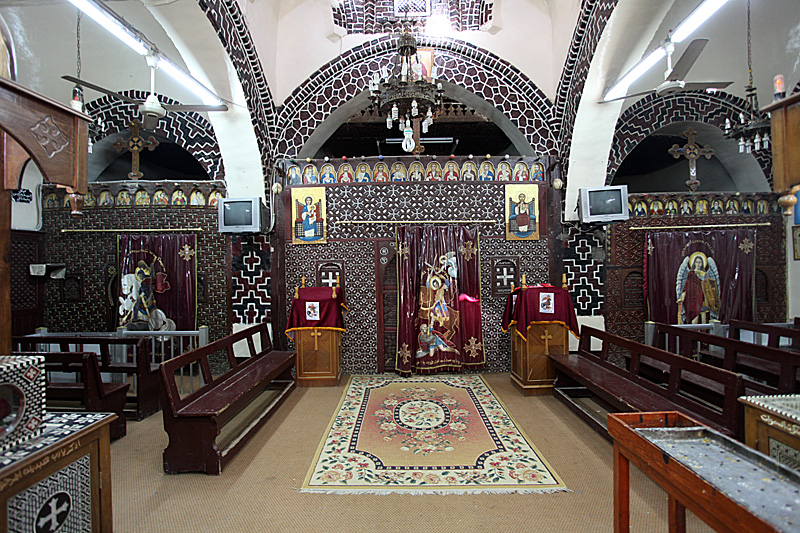
Chiesa di Abu Seifein

In età copta Akhmim era conosciuta come Khmin o Shmin. I monasteri abbondavano in questa regione già dai tempi più antichi. Scenute d'Atripe (348–466) era un monaco ad Atribi, vicino ad Akhmim. Alcuni anni prima Nestorio, l'ex patriarca esiliato di Costantinopoli, era morto di vecchiaia nelle vicinanze di Akhmim. Nonno di Panopoli, il poeta greco, è nato a Panopoli alla fine del IV secolo. Il vescovado di Panopoli è incluso nella lista di sedi titolari della Chiesa cattolica . Fra i vescovi di Panopoli, Le Quien menziona Ario, amico di San Pacomio, che aveva costruito tre conventi nella città, a Sabino e a Mena . 
È stata la città natale dello storico ed enciclopedista arabo, di età mamelucca, Shihāb al-Dīn Aḥmad b. ʿAbd al-Wahhāb al-Nuwayrī (1279-1333).
Alcuni scavi hanno portato alla luce numerosi manoscritti, tra i quali alcuni frammenti del libro di Enoch, del Vangelo e dell'Apocalisse secondo Pietro, gli Atti del Concilio di Efeso, così come numerose altre iscrizioni.
Nel XIII secolo, un tempio molto imponente era ancora presente a Akhmim.
Oggi rimane poco del suo passato splendore, i templi sono stati quasi completamente smantellati, e il loro materiale riutilizzato nel tardo Medioevo.

È comunque giunta fino a noi una statua alta in origine 10 metri della figlia di Ramses II, Meritamon. e nel 1981 è stato scoperto un angolo di un tempio greco-romano con due statue colossali di Ramses II e Meritamon.
Gli antichi cimiteri non sono ancora stati completamente esplorati.

## Città moderna
Akhmim è la più grande città sul lato est del Nilo in Egitto. Nel 1907, la popolazione della città era 23.795. Il Monastero dei Martiri si trova a circa 6 km a nordest della città. Akhmim è famosa per la tessitura del cotone ed i suoi preziosi teli furono usati nelle sepolture dei sovrani egizi. Fuori dalle mura si trovano i resti di un tempio risalente alla XVIII dinastia ed una necropoli. Sulla riva occidentale del Nilo di fronte ad Akhmim, c'è una linea ferroviaria con Il Cairo e Aswan.